# Grand Prix Formule 1 van Japan 2022
De Grand Prix Formule 1 van Japan 2022 werd verreden op 9 oktober op het Suzuka International Racing Course in Suzuka. Het was de achttiende race van het seizoen.

## Vrije trainingen

### Uitslagen
- Enkel de top vijf wordt weergegeven.

| Vrije training 1 | Pos. | Nr. | Coureur          | Constructeur         | Tijd     |
| ---------------- | ---- | --- | ---------------- | -------------------- | -------- |
| Vrije training 1 | 1    | 14  | Fernando Alonso  | Alpine-Renault       | 1:42.248 |
| Vrije training 1 | 2    | 55  | Carlos Sainz jr. | Ferrari              | 1:42.563 |
| Vrije training 1 | 3    | 16  | Charles Leclerc  | Ferrari              | 1:42.634 |
| Vrije training 1 | 4    | 31  | Esteban Ocon     | Alpine-Renault       | 1:43.022 |
| Vrije training 1 | 5    | 20  | Kevin Magnussen  | Haas-Ferrari         | 1:43.258 |
| Vrije training 2 | Pos. | Nr. | Coureur          | Constructeur         | Tijd     |
| Vrije training 2 | 1    | 63  | George Russell   | Mercedes             | 1:41.935 |
| Vrije training 2 | 2    | 44  | Lewis Hamilton   | Mercedes             | 1:42.170 |
| Vrije training 2 | 3    | 1   | Max Verstappen   | Red Bull Racing-RBPT | 1:42.786 |
| Vrije training 2 | 4    | 11  | Sergio Pérez     | Red Bull Racing-RBPT | 1:42.834 |
| Vrije training 2 | 5    | 20  | Kevin Magnussen  | Haas-Ferrari         | 1:43.187 |
| Vrije training 3 | Pos. | Nr. | Coureur          | Constructeur         | Tijd     |
| Vrije training 3 | 1    | 1   | Max Verstappen   | Red Bull Racing-RBPT | 1:30.671 |
| Vrije training 3 | 2    | 55  | Carlos Sainz jr. | Ferrari              | 1:30.965 |
| Vrije training 3 | 3    | 16  | Charles Leclerc  | Ferrari              | 1:30.980 |
| Vrije training 3 | 4    | 14  | Fernando Alonso  | Alpine-Renault       | 1:31.320 |
| Vrije training 3 | 5    | 11  | Sergio Pérez     | Red Bull Racing-RBPT | 1:31.514 |

## Kwalificatie
Max Verstappen behaalde de achttiende pole position in zijn carrière.
| Pos.                                        | Nr. | Coureur          | Constructeur          | Kwalificatietijden | Kwalificatietijden | Kwalificatietijden | Grid   |
| Pos.                                        | Nr. | Coureur          | Constructeur          | Q1                 | Q2                 | Q3                 | Grid   |
| ------------------------------------------- | --- | ---------------- | --------------------- | ------------------ | ------------------ | ------------------ | ------ |
| 1                                           | 1   | Max Verstappen   | Red Bull Racing-RBPT  | 1:30.224           | 1:30.346           | 1:29.304           | 1      |
| 2                                           | 16  | Charles Leclerc  | Ferrari               | 1:30.402           | 1:30.486           | 1:29.314           | 2      |
| 3                                           | 55  | Carlos Sainz jr. | Ferrari               | 1:30.336           | 1:30.444           | 1:29.361           | 3      |
| 4                                           | 11  | Sergio Pérez     | Red Bull Racing-RBPT  | 1:30.622           | 1:29.925           | 1:29.709           | 4      |
| 5                                           | 31  | Esteban Ocon     | Alpine-Renault        | 1:30.696           | 1:30.357           | 1:30.165           | 5      |
| 6                                           | 44  | Lewis Hamilton   | Mercedes              | 1:30.906           | 1:30.443           | 1:30.261           | 6      |
| 7                                           | 14  | Fernando Alonso  | Alpine-Renault        | 1:30.603           | 1:30.343           | 1:30.322           | 7      |
| 8                                           | 63  | George Russell   | Mercedes              | 1:30.865           | 1:30.465           | 1:30.389           | 8      |
| 9                                           | 5   | Sebastian Vettel | Aston Martin-Mercedes | 1:31.256           | 1:30.656           | 1:30.554           | 9      |
| 10                                          | 4   | Lando Norris     | McLaren-Mercedes      | 1:30.881           | 1:30.473           | 1:31.003           | 10     |
| 11                                          | 3   | Daniel Ricciardo | McLaren-Mercedes      | 1:30.880           | 1:30.659           |                    | 11     |
| 12                                          | 77  | Valtteri Bottas  | Alfa Romeo-Ferrari    | 1:31.226           | 1:30.709           |                    | 12     |
| 13                                          | 22  | Yuki Tsunoda     | AlphaTauri-RBPT       | 1:31.130           | 1:30.808           |                    | 13     |
| 14                                          | 24  | Zhou Guanyu      | Alfa Romeo-Ferrari    | 1:30.894           | 1:30.953           |                    | 14     |
| 15                                          | 47  | Mick Schumacher  | Haas-Ferrari          | 1:31.152           | 1:31.439           |                    | 15     |
| 16                                          | 23  | Alexander Albon  | Williams-Mercedes     | 1:31.311           |                    |                    | 16     |
| 17                                          | 10  | Pierre Gasly     | AlphaTauri-RBPT       | 1:31.322           |                    |                    | Pit *1 |
| 18                                          | 20  | Kevin Magnussen  | Haas-Ferrari          | 1:31.352           |                    |                    | 17     |
| 19                                          | 18  | Lance Stroll     | Aston Martin-Mercedes | 1:31.419           |                    |                    | 18     |
| 20                                          | 6   | Nicholas Latifi  | Williams-Mercedes     | 1:31.511           |                    |                    | 19 *2  |
| Q1 107% tijd: 1:36.539 (Bron: formula1.com) |     |                  |                       |                    |                    |                    |        |

*1 Pierre Gasly kwalificeerde zich als zeventiende maar moest vanuit de pit starten omdat er onder parc fermé condities aan de wagen was gewerkt. De achtervleugel werd vervangen en er werd gewerkt aan de ophanging en de voorvleugel.

*2 Nicholas Latifi ontving een gridstraf van vijf plaatsen voor het veroorzaken van een botsing met Zhou Guanyu tijdens de Grand Prix van Singapore. De straf had geen invloed omdat hij zich al als laatste had gekwalificeerd.

## Wedstrijd
Max Verstappen behaalde de tweeëndertigste Grand Prix-overwinning in zijn carrière.

Er was verwarring vanwege het aantal punten dat uitgedeeld zou worden omdat er slechts 28 van 53 rondes gereden waren door de slechte weersomstandigheden en dit dus tussen de 50% en 75% van de race-afstand was. De regel is echter dat de beperkte puntentoekenning (artikel 6.5) alleen geldt als de race gestopt wordt en niet hervat kan worden. De race eindigde op de baan, dus werden er volle punten toegekend. Verstappen behaalde 25 punten waardoor hij, met een voorsprong van 113 punten op de nummer twee in het klassement niet meer in te halen is door een andere coureur omdat er nog maar 112 punten te vergeven zijn in de resterende Grand Prix-weekeinden. Verstappen behaalde hierdoor voor de tweede maal de titel van wereldkampioen bij de coureurs.
| Pos.               | Nr. | Coureur          | Constructeur          | Rondes | Tijd / Oorzaak Uitval | Grid | Punten |
| ------------------ | --- | ---------------- | --------------------- | ------ | --------------------- | ---- | ------ |
| 1                  | 1   | Max Verstappen   | Red Bull Racing-RBPT  | 28     | 3:01:44.004           | 1    | 25     |
| 2                  | 11  | Sergio Pérez     | Red Bull Racing-RBPT  | 28     | +27.066               | 4    | 18     |
| 3                  | 16  | Charles Leclerc  | Ferrari               | 28     | +31.763 *1            | 2    | 15     |
| 4                  | 31  | Esteban Ocon     | Alpine-Renault        | 28     | +39.685               | 5    | 12     |
| 5                  | 44  | Lewis Hamilton   | Mercedes              | 28     | +40.326               | 6    | 10     |
| 6                  | 5   | Sebastian Vettel | Aston Martin-Mercedes | 28     | +46.358               | 9    | 8      |
| 7                  | 14  | Fernando Alonso  | Alpine-Renault        | 28     | +46.369               | 7    | 6      |
| 8                  | 63  | George Russell   | Mercedes              | 28     | +47.661               | 8    | 4      |
| 9                  | 6   | Nicholas Latifi  | Williams-Mercedes     | 28     | +1:10.143             | 19   | 2      |
| 10                 | 4   | Lando Norris     | McLaren-Mercedes      | 28     | +1:10.782             | 10   | 1      |
| 11                 | 3   | Daniel Ricciardo | McLaren-Mercedes      | 28     | +1:12.877             | 11   |        |
| 12                 | 18  | Lance Stroll     | Aston Martin-Mercedes | 28     | +1:13.904             | 18   |        |
| 13                 | 22  | Yuki Tsunoda     | AlphaTauri-RBPT       | 28     | +1:15.599             | 13   |        |
| 14                 | 20  | Kevin Magnussen  | Haas-Ferrari          | 28     | +1:26.016             | 17   |        |
| 15                 | 77  | Valtteri Bottas  | Alfa Romeo-Ferrari    | 28     | +1:26.496             | 12   |        |
| 16                 | 24  | Zhou Guanyu      | Alfa Romeo-Ferrari    | 28     | +1:27.043             | 14   | S      |
| 17                 | 47  | Mick Schumacher  | Haas-Ferrari          | 28     | +1:32.523             | 15   |        |
| 18                 | 10  | Pierre Gasly     | AlphaTauri-RBPT       | 28     | +1:48.091 *2          | Pit  |        |
| DNF                | 55  | Carlos Sainz jr. | Ferrari               | 0      | Ongeluk               | 3    |        |
| DNF                | 23  | Alexander Albon  | Williams-Mercedes     | 0      | Hydrauliek            | 16   |        |
| Bron: formula1.com |     |                  |                       |        |                       |      |        |

*1 Charles Leclerc eindigde de race als tweede maar ontving een tijdstraf van vijf seconden voor het afsnijden van de chicane in de laatste ronde.

*2 Pierre Gasly eindigde de race als zeventiende maar kreeg een drive through penalty voor te snel rijden onder de rode vlag situatie welke werd omgezet in een tijdstraf van 20 seconden.

S Zhou Guanyu reed voor de eerste keer in zijn carrière een snelste ronde maar behaalde hiermee geen extra punt omdat hij niet bij de eerste tien eindigde.

## Tussenstanden wereldkampioenschap
Betreft tussenstanden voor het wereldkampioenschap na afloop van de race.

### Coureurs
| Pos. | Nr. | Coureur          | Constructeur         | Punten |
| ---- | --- | ---------------- | -------------------- | ------ |
| 1    | 1   | Max Verstappen   | Red Bull Racing-RBPT | 366    |
| 2    | 11  | Sergio Pérez     | Red Bull Racing-RBPT | 253    |
| 3    | 16  | Charles Leclerc  | Ferrari              | 252    |
| 4    | 63  | George Russell   | Mercedes             | 207    |
| 5    | 55  | Carlos Sainz jr. | Ferrari              | 202    |
| 6    | 44  | Lewis Hamilton   | Mercedes             | 180    |
| 7    | 4   | Lando Norris     | McLaren-Mercedes     | 101    |
| 8    | 31  | Esteban Ocon     | Alpine-Renault       | 78     |
| 9    | 14  | Fernando Alonso  | Alpine-Renault       | 65     |
| 10   | 77  | Valtteri Bottas  | Alfa Romeo-Ferrari   | 46     |

### Constructeurs
| Pos. | Constructeur          | Punten |
| ---- | --------------------- | ------ |
| 1    | Red Bull Racing-RBPT  | 619    |
| 2    | Ferrari               | 454    |
| 3    | Mercedes              | 387    |
| 4    | Alpine-Renault        | 143    |
| 5    | McLaren-Mercedes      | 130    |
| 6    | Alfa Romeo-Ferrari    | 52     |
| 7    | Aston Martin-Mercedes | 45     |
| 8    | Haas-Ferrari          | 34     |
| 9    | AlphaTauri-RBPT       | 34     |
| 10   | Williams-Mercedes     | 8      |